# Malleostemon hursthousei
Malleostemon hursthousei là một loài thực vật có hoa trong Họ Đào kim nương. Loài này được (W.Fitzg.) J.W.Green mô tả khoa học đầu tiên năm 1983.